# Уран-235
Ура́н-235 (англ. uranium-235), историческое название актиноура́н (лат. Actin Uranium, обозначается символом AcU) — радиоактивный нуклид химического элемента урана с атомным номером 92 и массовым числом 235. Изотопная распространённость урана-235 в природе составляет 0,7200(51) %. Является родоначальником радиоактивного семейства 4n+3, называемого рядом актиния. Открыт в 1935 году в США Артуром Демпстером.
В отличие от другого, наиболее распространённого изотопа урана 238U, в 235U возможна самоподдерживающаяся цепная ядерная реакция. Поэтому этот изотоп используется как топливо в ядерных реакторах, а также в ядерном оружии.
Активность одного грамма данного нуклида составляет приблизительно 80 кБк.
Именно этот изотоп использовался в бомбе «Малыш» при ядерной бомбардировке Хиросимы.

## Образование и распад
Уран-235 образуется в результате следующих распадов:
- β−-распад нуклида 235Pa (период полураспада составляет 24,44(11)[2] мин):

{\displaystyle \mathrm {^{235}_{91}Pa} \rightarrow 7\mathrm {^{235}_{92}U} +e^{-}+{\bar {\nu }}_{e};}
- K-захват, осуществляемый нуклидом 235Np (период полураспада составляет 396,1(12)[2] дня):

{\displaystyle \mathrm {^{235}_{93}Np} +e^{-}\rightarrow \mathrm {^{235}_{92}U} +{\bar {\nu }}_{e};}
- α-распад нуклида 239Pu (период полураспада составляет 2,411(3)⋅104[2] лет):

{\displaystyle \mathrm {^{239}_{94}Pu} \rightarrow \mathrm {^{235}_{92}U} +\mathrm {^{4}_{2}He} .}
Распад урана-235 происходит по следующим направлениям:
- α-распад в 231Th (вероятность 100 %[2], энергия распада 4 678,3(7) кэВ[1]):

{\displaystyle \mathrm {^{235}_{92}U} \rightarrow \mathrm {^{231}_{90}Th} +\mathrm {^{4}_{2}He} ;}
- Спонтанное деление (вероятность 7(2)⋅10−9 %)[2];
- Кластерный распад с образованием нуклидов 20Ne, 25Ne и 28Mg (вероятности соответственно составляют 8(4)⋅10−10 %, 8⋅10−10 %, 8⋅10−10 %)[2]:

{\displaystyle \mathrm {^{235}_{92}U} \rightarrow \mathrm {^{215}_{82}Pb} +\mathrm {^{20}_{10}Ne} ;}
{\displaystyle \mathrm {^{235}_{92}U} \rightarrow \mathrm {^{210}_{82}Pb} +\mathrm {^{25}_{10}Ne} ;}
{\displaystyle \mathrm {^{235}_{92}U} \rightarrow \mathrm {^{207}_{80}Hg} +\mathrm {^{28}_{12}Mg} .}

## Вынужденное деление

Кривая выхода продуктов деления урана-235 для различных энергий делящих нейтронов

В начале 1930-х годов Энрико Ферми проводил облучение урана нейтронами, преследуя цель получить таким образом трансурановые элементы. Но в 1939 году О. Ган и Ф. Штрассман смогли показать, что при поглощении нейтрона ядром урана происходит вынужденная реакция деления. Как правило, ядро делится на два осколка, при этом высвобождается 2—3 нейтрона (см. схему).
В продуктах деления урана-235 было обнаружено около 300 изотопов различных элементов: от Z = 30 (цинк) до Z = 64 (гадолиний). Кривая зависимости относительного выхода изотопов, образующихся при облучении урана-235 медленными нейтронами, от массового числа — симметрична и по форме напоминает букву «M». Два выраженных максимума этой кривой соответствуют массовым числам 95 и 134, а минимум приходится на диапазон массовых чисел от 110 до 125. Таким образом, деление урана на осколки равной массы (с массовыми числами 115—119) происходит с меньшей вероятностью, чем асимметричное деление, такая тенденция наблюдается у всех делящихся изотопов и не связана с какими-то индивидуальными свойствами ядер или частиц, а присуща самому механизму деления ядра. Однако асимметрия уменьшается при увеличении энергии возбуждения делящегося ядра, и при энергии нейтрона более 100 МэВ распределение осколков деления по массам имеет один максимум, соответствующий симметричному делению ядра.

Один из вариантов вынужденного деления урана-235 после поглощения нейтрона (схема)

Осколки, образующиеся при делении ядра урана, в свою очередь являются радиоактивными, и подвергаются цепочке β−-распадов, при которых постепенно в течение длительного времени выделяется дополнительная энергия. Средняя энергия, выделяющаяся при распаде одного ядра урана-235 с учётом распада осколков, составляет приблизительно 202,5 МэВ = 3,244⋅10−11 Дж, или 19,54 ТДж/моль = 83,14 ТДж/кг.
Деление ядер — лишь один из множества процессов, возможных при взаимодействии нейтронов с ядрами, именно он лежит в основе работы любого ядерного реактора.

### Цепная ядерная реакция
При распаде одного ядра 235U обычно испускается от 1 до 8 (в среднем – 2,416) свободных нейтронов. Каждый нейтрон, образовавшийся при распаде ядра 235U, при условии взаимодействия с другим ядром 235U, может вызвать новый акт распада, это явление называется цепной реакцией деления ядра.
Гипотетически, число нейтронов второго поколения (после второго этапа распада ядер) может превышать 3² = 9. С каждым последующим этапом реакции деления количество образующихся нейтронов может нарастать лавинообразно. В реальных условиях свободные нейтроны могут не порождать новый акт деления, покидая образец до захвата 235U, или будучи захваченными как самим изотопом 235U с превращением его в 236U, так и иными материалами (например, 238U, или образовавшимися осколками деления ядер, такими как 149Sm или 135Xe).
Если в среднем каждый акт деления порождает ещё один новый акт деления, то реакция становится самоподдерживающейся; это состояние называется критическим (см. также Коэффициент размножения нейтронов).
В реальных условиях достичь критического состояния урана не так просто, поскольку на протекание реакции влияет ряд факторов. Например, природный уран лишь на 0,72 % состоит из 235U, 99,2745 % составляет 238U, который поглощает нейтроны, образующиеся при делении ядер 235U. Это приводит к тому, что в природном уране в настоящее время цепная реакция деления очень быстро затухает. Осуществить незатухающую цепную реакцию деления можно несколькими основными путями:
- увеличить объём образца (для выделенного из руды урана возможно достижение критической массы за счёт увеличения объёма);
- осуществить разделение изотопов, повысив концентрацию 235U в образце;
- уменьшить потерю свободных нейтронов через поверхность образца с помощью применения различного рода отражателей;
- использовать вещество — замедлитель нейтронов для повышения концентрации тепловых нейтронов.

## Изомеры
Известен единственный изомер 235mU со следующими характеристиками:
- Избыток массы: 40 920,6(1,8) кэВ
- Энергия возбуждения: 76,5(4) эВ
- Период полураспада: 26 мин
- Спин и чётность ядра: 1/2+

Распад изомерного состояния осуществляется путём изомерного перехода в основное состояние.

## Применение
- Уран-235 используется в качестве топлива для ядерных реакторов, в которых осуществляется управляемая цепная ядерная реакция деления;
- Уран с высокой степенью обогащения применяется для создания ядерного оружия. В этом случае для высвобождения большого количества энергии (взрыва) используется неуправляемая цепная ядерная реакция.